# Cap Camarat
Cap Camarat is een kaap aan de Middellandse Zee nabij de Franse stad Ramatuelle, op het schiereiland van Saint-Tropez.
De kaap is ongeveer 1,5 km lang. Op het hoogste punt, 129 m, staat de vuurtoren van Camarat, een van de hoogste van Frankrijk, met een bereik van 60 km. De vuurtoren dateert van 1831, werd van elektrisch licht voorzien na de Tweede Wereldoorlog en is sinds 1977 geautomatiseerd. Omwille van de uitzonderlijke rijkdom van de kaap en de zee errond, is hij sinds 2003 opgenomen in het natuurgebied Cap Lardier - Cap Taillat - Cap Camarat, onder bescherming van het Conservatoire du littoral.